# 1991年烏克蘭總統選舉
總統選舉於1991年12月1日在烏克蘭舉行，這是該國歷史上第一次直接總統選舉。最高拉達主席、事實上的代理總統列昂尼德·克拉夫丘克作為獨立候選人參選，以61.6%的得票率當選。
同日舉行的獨立公投顯示，92%的選民投票支持脫離蘇聯。所有六位總統候選人都支持獨立，並在公民投票中爭取投贊成票。